# Aérodrome de Saanen
L’aérodrome de Saanen (code OACI : LSGK) est un aérodrome situé dans le canton de Berne en Suisse à proximité de Gstaad.

## Localisation
L'aérodrome est situé dans la région du Saanenland dans l'Oberland bernois sur la commune de Saanen. La piste, orientée nord-est sud-ouest (08/26), est a 2,8 km au nord-ouest de Gstaad.

## Histoire

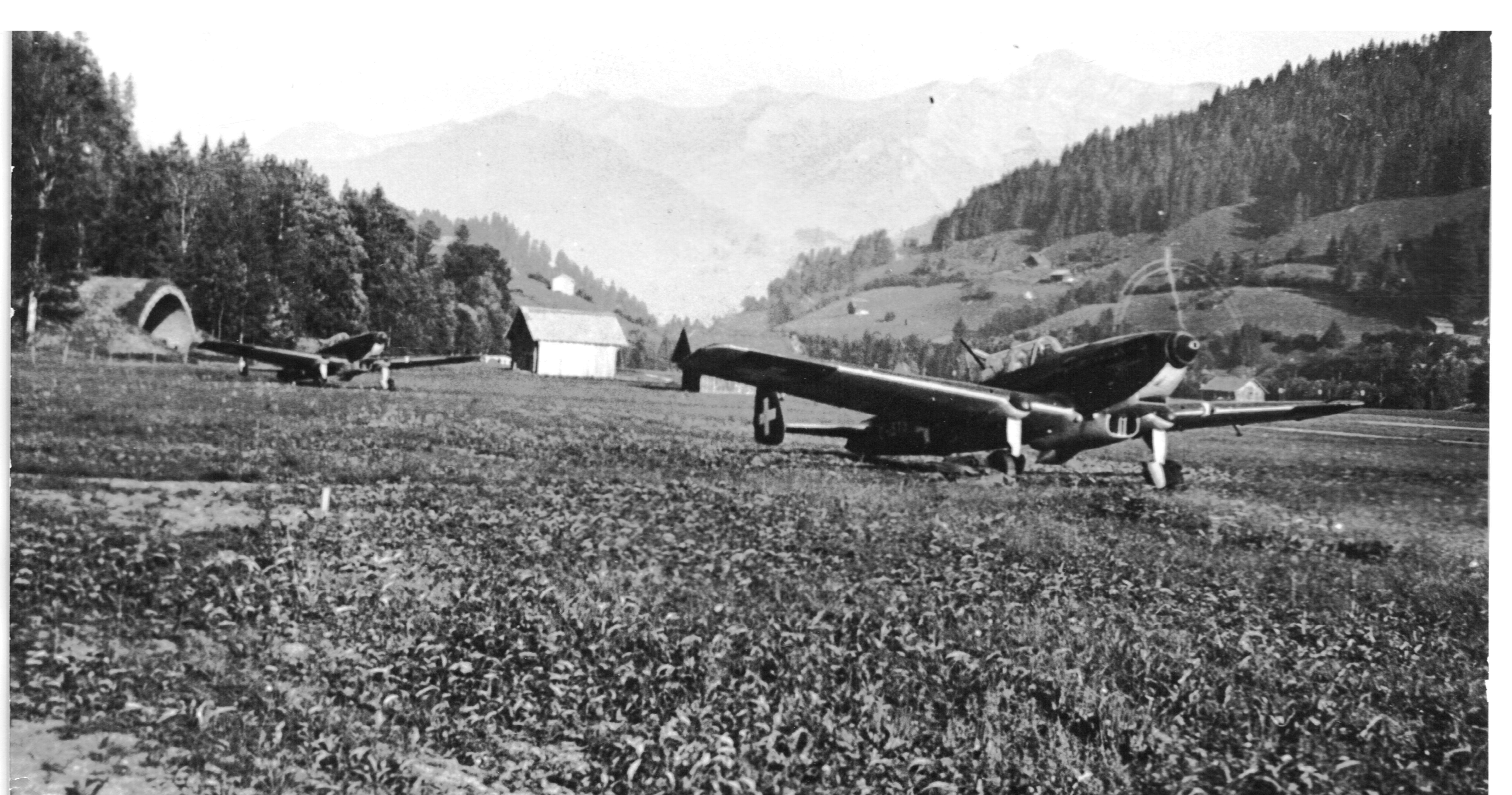
Deux C-3603 en roulage sur l'aérodrome de Saanen en 1943.

Crée comme aérodrome militaire en 1943, il est également à usage civil dès 1946. Les Forces aériennes suisses cessent officiellement son exploitation en 1996 et en 2011, la Confédération le cède à la société coopérative aérodrome Gstaad-Saanenland (Flugplatzgenossenschaft Gstaad-Saanenland),.

## Infrastructures
En 2015, un projet de modernisation des infrastructures budgété à 30 millions de Francs suisses est annoncé par la société coopérative aérodrome Gstaad-Saanenland.

## Compagnies
Depuis 1989, Air Glaciers a une base sur cette aérodrome depuis laquelle la compagnie assure des vols commerciaux (transport de matériel et de personnes et héliski), des vols de sauvetages et des vols écoles.